# Mujeres que trabajan
Mujeres que trabajan es una película argentina estrenada el 6 de julio de 1938 del género de comedia que marca el debut cinematográfico de Niní Marshall con el personaje de Catita, suceso radial en ese país. La dirección corrió a cargo de Manuel Romero, quien fue un director de Teatro de revistas.
En una encuesta de 2022 de las 100 mejores películas del cine argentino presentada en el Festival Internacional de Cine de Mar del Plata, la película alcanzó el puesto 49.

## Reparto
- Niní Marshall..... Catita
- Alita Román..... Sarita
- Enrique Roldán..... Andrés Stanley
- Mecha Ortiz..... Ana María del Solar
- Tito Lusiardo..... Lorenzo Ramos
- Pepita Serrador..... Luisa
- Alicia Barrié..... Clara
- Sabina Olmos..... Elvira
- Fernando Borel..... Carlos Suárez Condal
- Mary Parets..... María
- Berta Aliana
- Emperatriz Laura Araujo
- Emperatriz Carvajal

## Argumento
Ana María del Solar es una rica dama, que de repente queda en la calle. Luego de un tiempo va a vivir a la pensión en donde vive su chofer.